# Petr Luxa
Petr Luxa (ur. 3 marca 1972 w Pradze) – czeski tenisista.

## Kariera tenisowa
Karierę zawodową Luxa rozpoczął w 1993 roku, a zakończył w 2005 roku, skupiając swoje umiejętności głównie na grze podwójnej, w której zwyciężył w trzech turniejach kategorii ATP World Tour oraz osiągnął dwa finały. W grze pojedynczej wygrał dwa razy zawody rangi ATP Challenger Tour.
W rankingu gry pojedynczej Luxa najwyżej był na 150. miejscu (18 września 2000), a w klasyfikacji gry podwójnej na 46. pozycji (24 lutego 2003).

### Finały w turniejach ATP World Tour
| Legenda                                      |
| -------------------------------------------- |
| Wielki Szlem                                 |
| Igrzyska olimpijskie                         |
| Tennis Masters Cup / ATP Finals              |
| ATP Masters Series / ATP Tour Masters 1000   |
| ATP International Series Gold / ATP Tour 500 |
| ATP International Series / ATP Tour 250      |

#### Gra podwójna (3–2)
| Końcowy wynik | Nr | Data             | Turniej   | Nawierzchnia    | Partner        | Przeciwnicy                  | Wynik finału      |
| ------------- | -- | ---------------- | --------- | --------------- | -------------- | ---------------------------- | ----------------- |
| Finalista     | 1. | 4 maja 1997      | Praga     | Ceglana         | David Škoch    | Mahesh Bhupathi Leander Paes | 1:6, 1:6          |
| Zwycięzca     | 1. | 6 maja 2001      | Monachium | Ceglana         | Radek Štěpánek | Jaime Oncins Daniel Orsanic  | 5:7, 6:2, 7:6(5)  |
| Finalista     | 2. | 30 września 2001 | Hongkong  | Twarda          | Radek Štěpánek | Karsten Braasch André Sá     | 0:6, 5:7          |
| Zwycięzca     | 2. | 5 maja 2002      | Monachium | Ceglana         | Radek Štěpánek | Petr Pála Pavel Vízner       | 6:0, 6:7(4), 11–9 |
| Zwycięzca     | 3. | 2 lutego 2003    | Mediolan  | Dywanowa (hala) | Radek Štěpánek | Tomáš Cibulec Pavel Vízner   | 6:4, 7:6(4)       |